# Kateřina Osvětimská
Kateřina Osvětimská (před 1376 – po 5. listopadu 1403) byla osvětimská princezna a paní Hlivic. Pocházela z dynastie slezských Piastovců, byla dcerou osvětimského knížete Jana II. a jeho manželky Hedviky Břežské.